# Bistum Texcoco
Das Bistum Texcoco (lat.: Dioecesis Texcocensis, span.: Diócesis de Texcoco) ist eine in Mexiko gelegene römisch-katholische Diözese mit Sitz in Texcoco. Ihr Gebiet umfasst die Municipios Atenco, Chiautla, Chicoloapan, Chiconcuac, Chimalhuacán, Papalotla, Tepetlaoxtoc, Texcoco und Tezoyuca.

## Geschichte

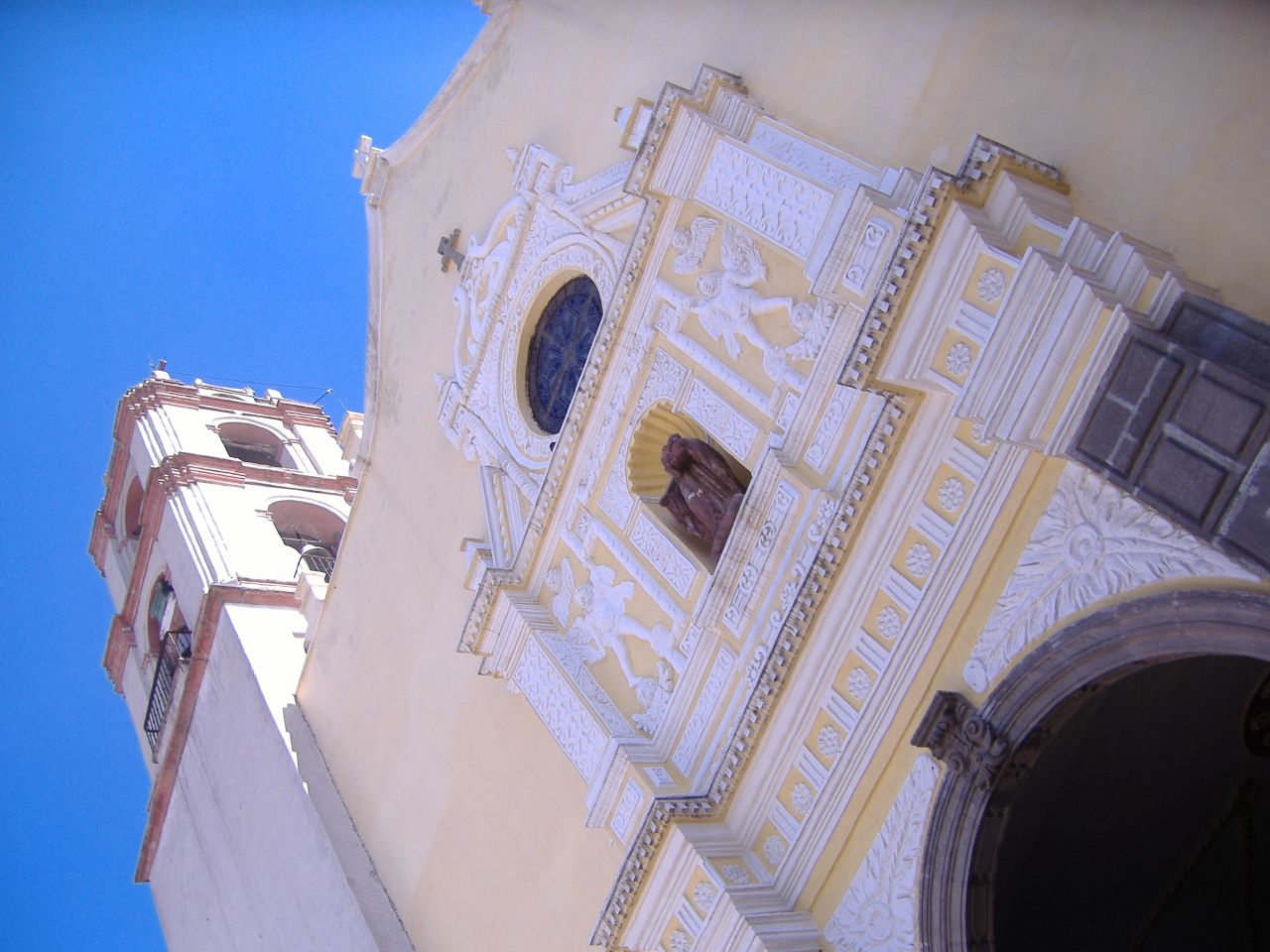
Catedral de la Inmaculada Concepción

Das Bistum Texcoco wurde am 3. April 1960 durch Papst Johannes XXIII. mit der Apostolischen Konstitution Caelestis civitas aus Gebietsabtretungen des Erzbistums Mexiko-Stadt errichtet. Am 13. Januar 1964 gab das Bistum Texcoco Teile seines Territoriums zur Gründung des mit der Apostolischen Konstitution Aliam ex aliis errichteten Bistums Tlalnepantla ab. Weitere Gebietsabtretungen erfolgten am 5. Februar 1979 zur Gründung des mit der Apostolischen Konstitution Conferentia Episcopalis Mexicana errichteten Bistums Cuautitlán und zur Gründung des mit der Apostolischen Konstitution Plane Nobis errichteten Bistums Nezahualcóyotl. Das Bistum Texcoco gab am 28. Juni 1995 Teile seines Territoriums zur Gründung des mit der Apostolischen Konstitution Ad curam pastoralem errichteten Bistums Ecatepec ab. Eine weitere Gebietsabtretung erfolgte am 3. Dezember 2008 zur Gründung des Bistums Teotihuacan.
Das Bistum Texcoco ist dem Erzbistum Tlalnepantla als Suffraganbistum unterstellt.

## Bischöfe von Texcoco
- Francisco Ferreira Arreola, 1960–1977
- Magín Camerino Torreblanca Reyes, 1978–1997
- Carlos Aguiar Retes, 1997–2009, dann Erzbischof von Tlalnepantla
- Juan Manuel Mancilla Sánchez, seit 2009